# Resolución 2042 del Consejo de Seguridad de las Naciones Unidas
La Resolución 2042 del Consejo de Seguridad de las Naciones Unidas fue aprobada por unanimidad el 14 de abril de 2012.

## Contenido
La resolución autoriza el envío de un equipo de avanzada de hasta 30 observadores militares desarmados a Siria para monitorear el cumplimiento del alto al fuego durante la guerra civil siria.
A los observadores se les encomendó establecer y mantener contacto con ambos bandos del conflicto, y hacer reportes de acuerdo al acuerdo de cese al fuego hasta que una misión completa fuese desplegada en el país.